# Orientvisseland
Orientvisseland (Dendrocygna javanica) är en fågel i familjen änder inom ordningen andfåglar. Den förekommer i våtmarker i Syd- och Sydostasien. Arten minskar i antal, men beståndet anses ändå vara livskraftigt.

## Utseende
Orientvisselanden är med en kroppslängd på 42 centimeter en relativt liten medlem av släktet Dendrocygna – på engelska kallas den Lesser Whistling Duck, alltså "mindre visseland". Från den tydligt större men liknande arten brun visseland (D. bicolor) skiljer den sig genom gråbrunt huvud och nacke, mörkbrun krona samt avsaknad av ett tydligt mörkt streck nedför nacken. I flykten syns också en tydligt kastanjefärgad fläck på den inre delen av vingens ovansida och likaså kastanjefärgade övre stjärttäckare.

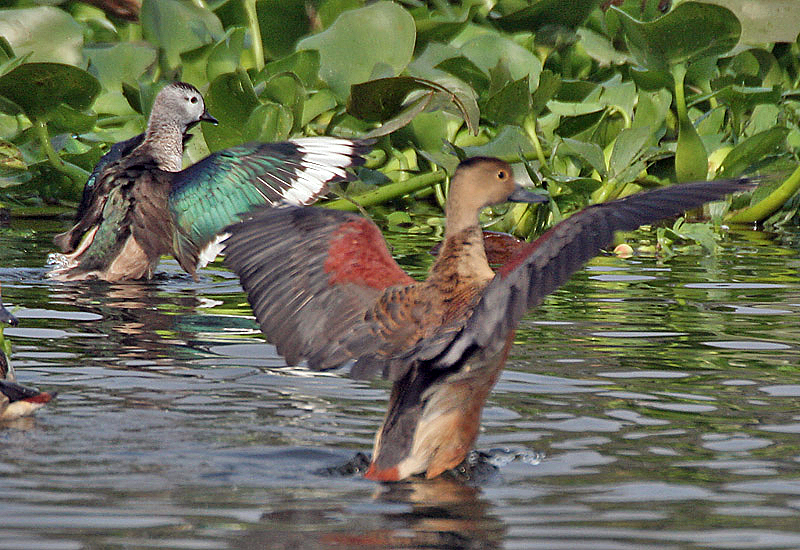
Med hona bomullsdvärgand.
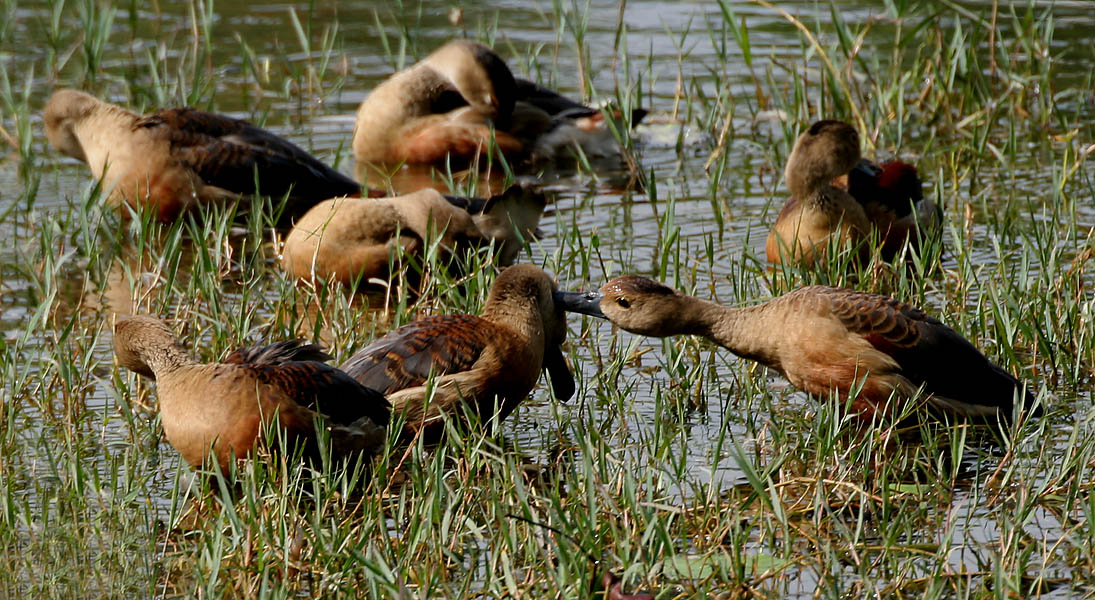
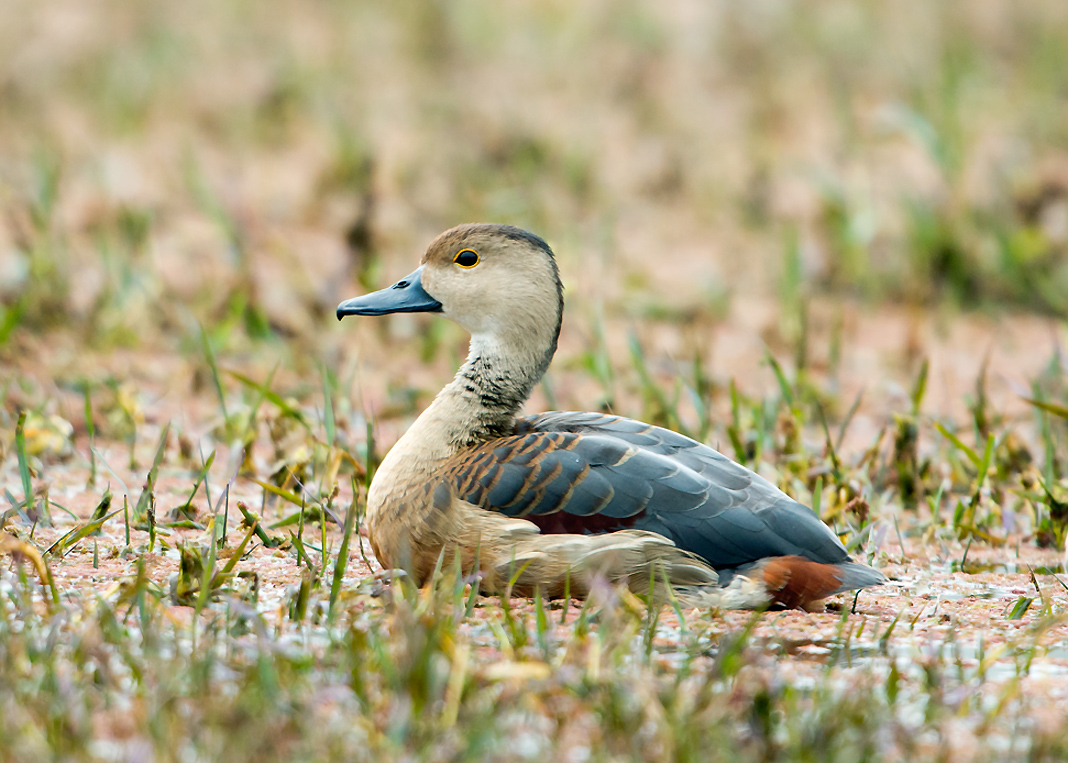

## Läte
Orientvisselanden gör liksom andra visseländer skäl för sitt namn, med oupphörliga klara och låga visslingar, i engelsk litteratur återgivna som "whi-whee". Det hörs oftast i flykten, ackompanjerat av ett visslande ljud även från vingarna.

## Utbredning och systematik
Fågeln förekommer från indiska subkontinenten till Sydostasien och Stora Sundaöarna. Den har tillfälligtvis påträffats i Japan, Taiwan och Maldiverna samt i Mellanöstern i Israel och Oman. Den behandlas som monotypisk, det vill säga att den inte delas in i några underarter.

Orientvisselandens utbredningsområde.

## Levnadssätt
Orientvisselanden trivs i sjöar och våtmarker, ibland även mangroveträsk, upp till 1 450 meters höjd. Den är mycket social och kan ses i stora flockar. Häckning kan ske året om. Den lägger sina sju till tolv elfenbensvita ägg i ett trädhål eller i ett begagnat fågelbo upp till sex meter ovan mark, ibland i vegetation på marken.

## Status och hot
Arten har ett stort utbredningsområde och en stor population, men tros minska i antal, dock inte tillräckligt kraftigt för att den ska betraktas som hotad. IUCN kategoriserar därför arten som livskraftig (LC). Världspopulationen uppskattas till mellan 200 000 och två miljoner individer.

## Taxonomi och namn
Orientvisselanden beskrevs som art av Thomas Horsfield 1821. Det vetenskapliga släktesnamnet Dendrocygna betyder "trädsvan", grekiskans Dendron som betyder "träd" och Cygnus som är svanarnas släktesnamn. Artnamnet javanica betyder "från Java". Fågeln kallades tidigare orientalisk visseland på svenska.